# Marlon Gomes
Marlon Gomes Claudino (ur. 14 grudnia 2003 w Rio de Janeiro) – brazylijski piłkarz występujący na pozycji pomocnika w ukraińskim klubie Szachtar Donieck oraz w reprezentacji Brazylii U-23. Złoty medalista Mistrzostw Ameryki Południowej U-20 w piłce nożnej 2023.

## Sukcesy

### Reprezentacyjne
- Mistrzostwo Ameryki Południowej U-20: 2023